# Tôn Vĩ
Tôn Vĩ (tiếng Trung giản thể: 孙伟, bính âm Hán ngữ: Sūn Wěi, sinh tháng 12 năm 1961, người Hán) là chính trị gia nước Cộng hòa Nhân dân Trung Hoa. Ông hiện là Bí thư Đảng tổ, Chủ tịch Chính Hiệp Hồ Bắc. Ông từng là Phó Bí thư chuyên chức Tỉnh ủy, Hiệu trưởng Trường Đảng Cam Túc; Thường vụ Tỉnh ủy, Phó Tỉnh trưởng thường vụ Sơn Đông; Phó Tổng thư ký Ủy ban Thường vụ Nhân đại Trung Quốc, và cũng nguyên là Chủ nhiệm Văn phòng Ủy viên trưởng Nhân Đại Ngô Bang Quốc.
Tôn Vĩ là đảng viên Đảng Cộng sản Trung Quốc, học vị Cử nhân khoa học Kinh tế. Ông có gần 30 năm công tác ở khối các cơ quan trung ương, từng là thư ký của nhà lãnh đạo Ngô Bang Quốc khi chính trị gia này là Phó Tổng lý cũng như Ủy viên trưởng Nhân Đại, trước khi được điều về công tác ở các địa phương.

## Xuất thân và giáo dục
Tôn Vĩ sinh tháng 12 năm 1961 tại huyện Bồng Lai, chuyên khu Yên Đài, nay là quận Bồng Lai thuộc địa cấp thị Yên Đài, tỉnh Sơn Đông, Cộng hòa Nhân dân Trung Hoa. Ông lớn lên và tốt nghiệp cao trung ở Bồng Lai năm 1977, đến cuối năm thì thuộc diện thanh niên tri thức trong phong trào Vận động tiến về nông thôn, được điều tới tỉnh Chiết Giang, về công xã Đa Hồ (多湖公社) của huyện Kim Hoa (nay là địa cấp thị Kim Hoa) để lao động. Năm 1979, ông thi cao khảo và đỗ Đại học Bắc Kinh, tới thủ đô nhập học Khoa Vật lý từ tháng 9 cùng năm và tốt nghiệp Cử nhân khoa học chuyên ngành Quy hoạch thành thị và vùng miền – Địa lý kinh tế vào tháng 7 năm 1983. Ông được kết nạp Đảng Cộng sản Trung Quốc vào tháng 2 năm 1988.

## Sự nghiệp
Tháng 8 năm 1983, sau khi tốt nghiệp Bắc Đại, Tôn Vĩ được tuyển dụng vào Bộ Bảo vệ môi trường và Xây dựng thành thị, nông thôn tuyển dụng vào vị trí cán bộ của Cục Quản lý xây dựng thành thị, bắt đầu sự nghiệp của mình ở đây. Tháng 5 năm 1987, ông được điều chuyển sang làm cán bộ của Văn phòng Tiểu tổ điều phối du lịch của Quốc vụ viện, cấp phó chủ nhiệm khoa viên rồi chủ nhiệm khoa viên, và là thư ký trong Văn phòng Quốc vụ viện sau đó 1 năm. Tháng 10 năm 1992, ông nhậm chức Phó Trưởng phòng Thư ký của Cục thứ Hai thuộc Sảnh Văn phòng, rồi trưởng phòng giai đoạn 1992–99, và sau đó là Trợ lý Chuyên viên chính vụ kiêm Trưởng phòng Phòng số 3 của Cục. Tháng 6 năm 2000, ông là Thư ký Sảnh Văn phòng cấp chính cục, với nhiệm vụ là thư ký cho Phó Tổng lý Ngô Bang Quốc. Năm 2003, Ngô Bang Quốc được bầu làm Ủy viên trưởng Ủy ban Thường vụ Đại hội Đại biểu Nhân dân Toàn quốc khóa X, Tôn Vĩ  tiếp tục là thư ký của Ngô Bang Quốc, rồi được bổ nhiệm làm Chủ nhiệm Văn phòng Ủy viên trưởng, được hơn 1 năm thì nhậm chức Thành viên Đảng tổ cơ quan, Phó Tổng thư ký Ủy ban Thường vụ Nhân Đại Trung Quốc, cấp phó bộ trưởng. Ông là Phó Tổng thư ký Nhân Đại Trung Quốc trong hai khóa X và XI, gần 10 năm cho đến ngày 19 tháng 3 năm 2013. Giai đoạn này thì ông cũng là Đại biểu Nhân Đại khóa XI từng tỉnh Chiết Giang.
Tháng 3 năm 2011, Tôn Vĩ được điều về tỉnh Sơn Đông, chỉ định vào Ban Thường vụ Tỉnh ủy Sơn Đông, được bổ nhiệm làm Phó Tỉnh trưởng Chính phủ Nhân dân tỉnh Sơn Đông. Tháng 6 năm 2012, ông là Phó Bí thư Đảng tổ, Phó Tỉnh trưởng thường vụ, kiêm Viện trưởng Học viện Hành chính Sơn Đông. Sau 1 nhiệm kỳ ở đây, tháng 3 năm 2017, Tôn Vĩ được điều tới tỉnh Cam Túc, vào Ban Thường vụ Tỉnh ủy Cam Túc, nhậm chức Bí thư Tỉnh ủy, Hiệu trưởng Trường Đảng Cam Túc. Ngày 28 tháng 12 năm 2021, ông được điều chuyển một lần nữa tới tỉnh Hồ Bắc, phân công là Bí thư Đảng tổ Chính Hiệp tỉnh, sau đó ngày 22 tháng 1 năm 2022 thì được bầu làm Chủ tịch Ủy ban Hồ Bắc Hội nghị Hiệp thương Chính trị Nhân dân Trung Quốc, cấp chính tỉnh. Cùng năm, ông là đại biểu tham gia Đại hội Đảng Cộng sản Trung Quốc lần thứ XX từ đoàn đại biểu tỉnh Hồ Bắc.